# Цибулівська волость (Липовецький повіт)
Цибулівська волость — історична адміністративно-територіальна одиниця Липовецького повіту Київської губернії з центром у містечку Цибулів.
Станом на 1886 рік складалася з 9 поселень, 8 сільських громад. Населення — 7036 осіб (3681 чоловічої статі та 3355 — жіночої), 387 дворових господарства.
|                     | Площа, десятин | У тому числі орної, дес. |
| ------------------- | -------------- | ------------------------ |
| Сільських громад    | 5611           | 4331                     |
| Приватної власності | 8816           | 5675                     |
| Іншої власності     | 250            | 177                      |
| Загалом             | 14677          | 10183                    |

Основні поселення волості:
- Цибулів — колишнє власницьке містечко за 60 верст від повітового міста, 1582 особи, 214 дворів, православна церква, католицька каплиця, єврейський молитовний будинок, школа, 2 постоялих будинки, 14 лавок, базари по четвергах, 2 водяних і 2 вітряних млини. За ½версти — бурякоцукровий завод із лікарнею.
- Владиславчик — колишнє власницьке село, 352 особи, 59 дворів, каплиця.
- Зарубинці — колишнє власницьке село при річці Угорський Тікич, 896 осіб, 96 дворів, православна церква, школа, постоялий будинок і водяний млин.
- Івахни — колишнє власницьке село при річці Угорський Тікич, 1238 осіб, 177 дворів, православна церква, школа та 2 постоялих будинки.
- Княжики — колишнє власницьке село, 610 осіб, 110 дворів, православна церква, школа, постоялий будинок і кузня.
- Шарнопіль — колишнє власницьке село, 534 особи, 93 двори, православна церква, кузня та водяний млин.